# The Lady Assassin
Pour plus de détails, voir Fiche technique et Distribution.
The Lady Assassin (清宮啟示錄, Qīnggōng qǐshì lù) est un film d'action hongkongais réalisé par Lu Chin-ku, sorti en 1983.

## Fiche technique
Sauf indication contraire, les informations mentionnées dans cette section peuvent être confirmées par la base de données cinématographiques IMDb,  présente dans la section « Liens externes ».
- Titre original : 清宮啟示錄, Qīnggōng qǐshì lù
- Titre international : The Lady Assassin
- Réalisation et scénario : Lu Chin-ku[1]
- Photographie : Ma Chin-chiang
- Production : Mona Fong
- Société de production : Shaw Brothers
- Société de distribution : Shaw Brothers
- Pays d'origine :  Hong Kong
- Format : couleur
- Genre : action
- Durée : 86 minutes
- Dates de sortie :
  -  Hong Kong : 15 janvier 1983

## Distribution
- Tony Liu : 4ème Prince Yung Cheng
- Norman Chu : Tsang Jing
- Jason Pai Piao : Min Geng Yiu
- Ku Feng : Lui Liu Liang
- Leanne Liu : Lui Si Niang
- Max Mok : 14ème Prince
- Ching Miao : Empereur Kang Hsi